# Hôtel de la Monnaie (Paris)
Pour les articles homonymes, voir Hôtel de la Monnaie et Hôtel des Monnaies.
L'hôtel de la Monnaie, situé quai de Conti dans le 6e arrondissement de Paris, est un bâtiment du XVIIIe siècle, chef-d'œuvre de l'architecte Denis Antoine (1733-1801). Il abrite toujours la Monnaie de Paris ainsi que le musée de la Monnaie de Paris.
Ce site est desservi par la station de métro Pont-Neuf.

## Histoire
Les premiers ateliers de la Monnaie de Paris, principal atelier monétaire en France, étaient établis successivement dans le Palais royal sur l'île de la Cité, rue Sainte-Croix-de-la-Bretonnerie où le roi Saint-Louis installe en 1258 à cet emplacement le couvent de Sainte-Croix-de-la-Bretonnerie, puis rue de la Vieille-Monnaie (actuel boulevard de Sébastopol, entre la rue de Rivoli et la rue des Lombards). L'atelier est ensuite transféré à partir du XIVe siècle dans de vieilles maisons de la rue de la Monnaie. Ces édifices étaient vétustes, mais il n'était pas possible de les reconstruire sur le même site sans affecter la production, si bien que la Monnaie de Paris y reste pendant quatre siècles.
En 1765, Denis Antoine fut préféré aux architectes Étienne-Louis Boullée et François Dominique Barreau de Chefdeville pour la construction de ce nouveau bâtiment de style néoclassique. L'abbé Jean Delagrive propose de réaliser le projet sur les quais de la Seine, à l'emplacement de l'ancien grand hôtel de Conti, qui avait été racheté au nom de la Ville de Paris pour construire un nouvel hôtel de ville, projet qui fut abandonné. Un arrêt du Conseil retint définitivement ce site auquel Antoine adapta ses plans, un quadrilatère de un hectare composé de plusieurs cours. Le site n'était pas encore très bien desservi, mais l'emplacement était historique et les perspectives urbanistiques valorisantes.

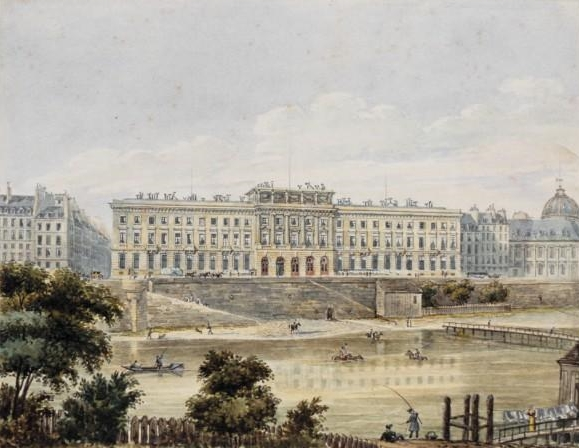
Façade sur le quai de Conti.
Dessin anonyme du XIXe siècle.

La première pierre fut posée par l'abbé Terray le 30 avril 1771. La façade sur le quai, longue de 117 m, fut achevée en 1773 et le gros œuvre, ainsi que l'essentiel du décor, en 1775. Cet édifice, très admiré, valut à Antoine d'entrer en 1776 à l'Académie royale d'architecture. Certains critiquèrent toutefois la façade sur le quai, jugée d'une magnificence peu en accord avec le caractère d'une « manufacture ».
Au XIXe siècle, de nombreux ateliers furent créés pour la manufacture d’État qui employa jusqu’à 1 900 ouvriers. L'hôtel comprenait notamment au fond de la grande cour la salle du monnayage isolée des autres bâtiments afin de limiter les effets de l'ébranlement produit par le jeu des balanciers.
Certains éléments architecturaux de l'hôtel de la monnaie sont protégés au titre des monuments historiques : classement par décret du 14 mars 1945 et inscription par arrêté du 6 janvier 1926.
En avril 2007, Christophe Beaux devient le nouveau président-directeur général de la Monnaie de Paris. La manufacture est en déclin depuis que les pièces de monnaie courantes sont fabriquées sur le site de Pessac. Il fait le constat que « la dernière usine de Paris avec ses 400 ouvriers, n’avait plus de sens, compte tenu du prix affolant du mètre carré ». En 2009, l'Institut de France mitoyen obtient, grâce à un cavalier budgétaire discrètement voté, la restitution par la Monnaie de Paris de la « parcelle de l'An IV » coincée entre les deux palais, 14,4 ares « prêtés » à titre provisoire en 1796. Cette perte symbolique et financière incite le nouveau PDG à lancer le projet « Métalmorphose », dont le concours est remporté par l’Agence d’Architecture Philippe Prost. Il vise à créer des espaces réservés aux expositions d’art contemporain, implanter des enseignes dont le restaurant gastronomique de Guy Savoy et mettre en place un parcours de visite dans les ateliers de fabrication.
En 2024, il est envisagé d'installer sur une partie du site le projet de Maison des mondes africains,.

## Architecture
L'architecte a distingué deux parties : un bâtiment sur le quai, à usage de bureaux et d'appartements et, dans l'axe de la composition, les ateliers de monnayage, organisés autour de plusieurs cours et aligné le long de la rue Guénégaud.
La façade sur le quai semble avoir été inspirée par le projet de Boullée, qui avait été gravé. À l'origine, Antoine avait envisagé de revêtir le mur de soutènement du quai de rampes ornées de vigoureux bossages qui auraient formé le socle de sa composition.
La porte sur le quai donne accès à un vestibule divisé en cinq nefs par des colonnes doriques supportant des voûtes à caissons. À droite, un escalier d'honneur à trois rampes mène aux salons de l'étage noble, dont le principal (qui abrita jusqu'en 1983 le musée monétaire, aujourd'hui situé dans l'ancien atelier des frappes), de forme carrée, est décoré d'un ordre corinthien.
Le vestibule débouche sur une cour centrale, dite cour publique, initialement prévue ronde et réalisée en forme de fer à cheval. Au fond, dans l'axe de la composition, se trouve l'ancien atelier des frappes, abritant la salle des balanciers. La salle, originellement basse, a reçu un éclairage zénithal sous la monarchie de Juillet.
Cet atelier est isolé du reste de l'édifice, pour ne pas lui communiquer d'ébranlements, par quatre cours : cours du Monnayage, du Blanchiment, du Dépôt et des Travaux. Seule la dernière est restée sensiblement dans son état d'origine, avec son horloge solaire en forme d'obélisque.
Au sud de la parcelle, implanté diagonalement, l’hôtel de L'Averdy (du nom du contrôleur général des finances Clément Charles François de L'Averdy) est l'ancien petit hôtel de Conti, agrandi par Antoine.
Les ornements en bronze ont été réalisés par le sculpteur Jean Denis Antoine (1735-1802), frère de l'architecte, la statuaire par Jean-Jacques Caffieri, Jacques-Philippe Dumont, Jean-Pierre Pigalle, Louis-Philippe Mouchy, Nicolas-François Dupré et Félix Lecomte. L'attique sur la Seine porte des figures de la Prudence (Pigalle), l’Abondance, la Justice, la Paix et du Commerce. Au fond de la cour publique, le fronton porte l’Expérience et la Vigilance d'Edme Dumont. Dans la salle des balanciers, une niche abrite une autre figure de l’Abondance, tandis que la façade sur la rue Guénégaud est décorée par des allégories des Éléments: la Terre et le Feu (Dupré), l'Eau et l'Air, (Caffieri).

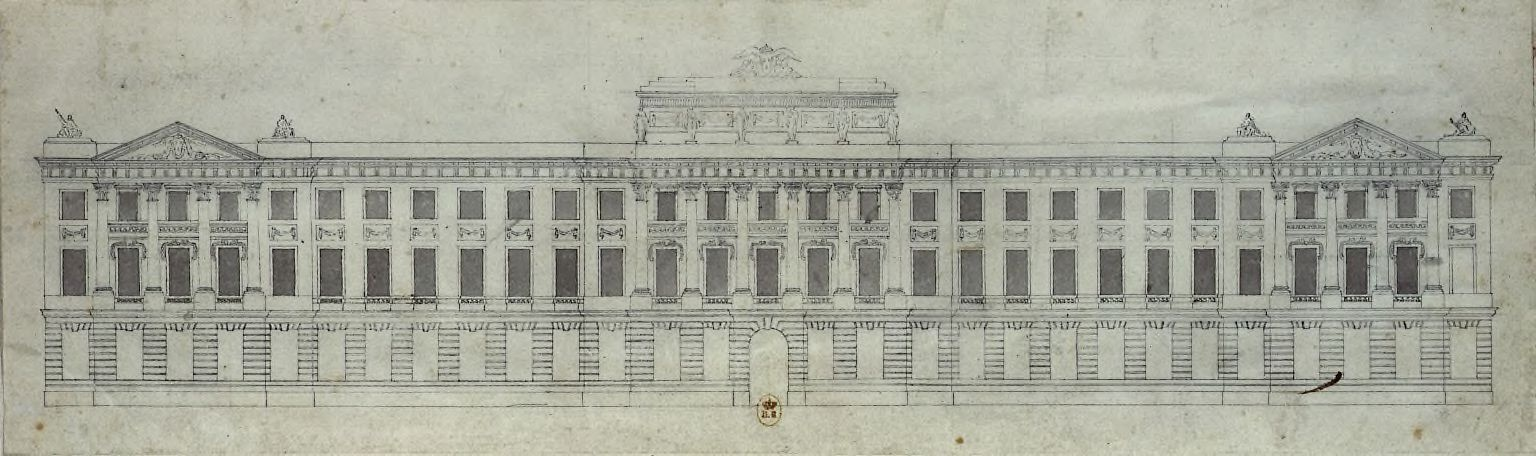
Le projet d'Étienne-Louis Boullée pour l'hôtel de la Monnaie.
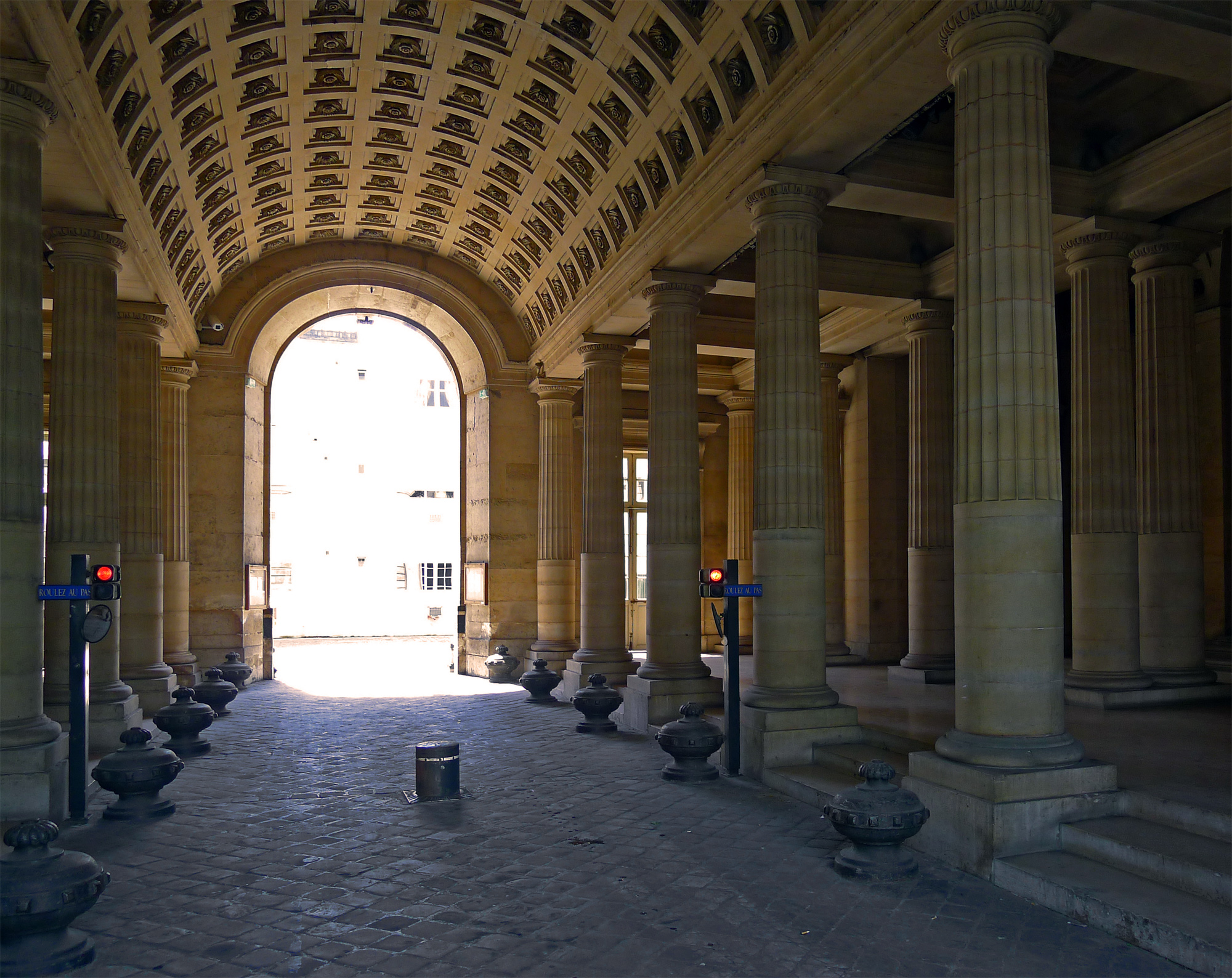
Entrée de l'hôtel (quai de Conti) avec sa voûte à caissons.
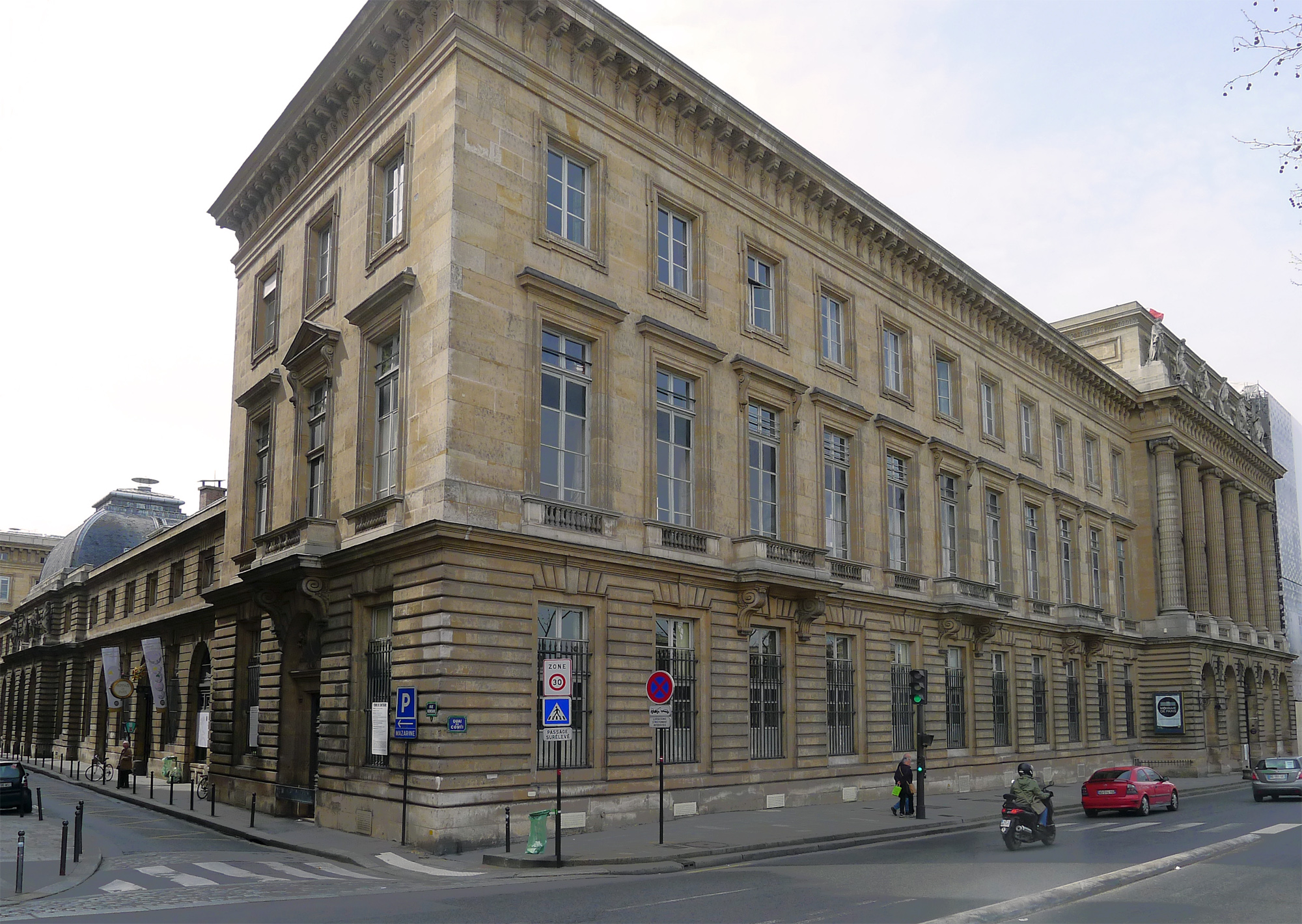
L'hôtel des Monnaies aujourd'hui, à l'angle de la rue Guénégaud et du quai de Conti.
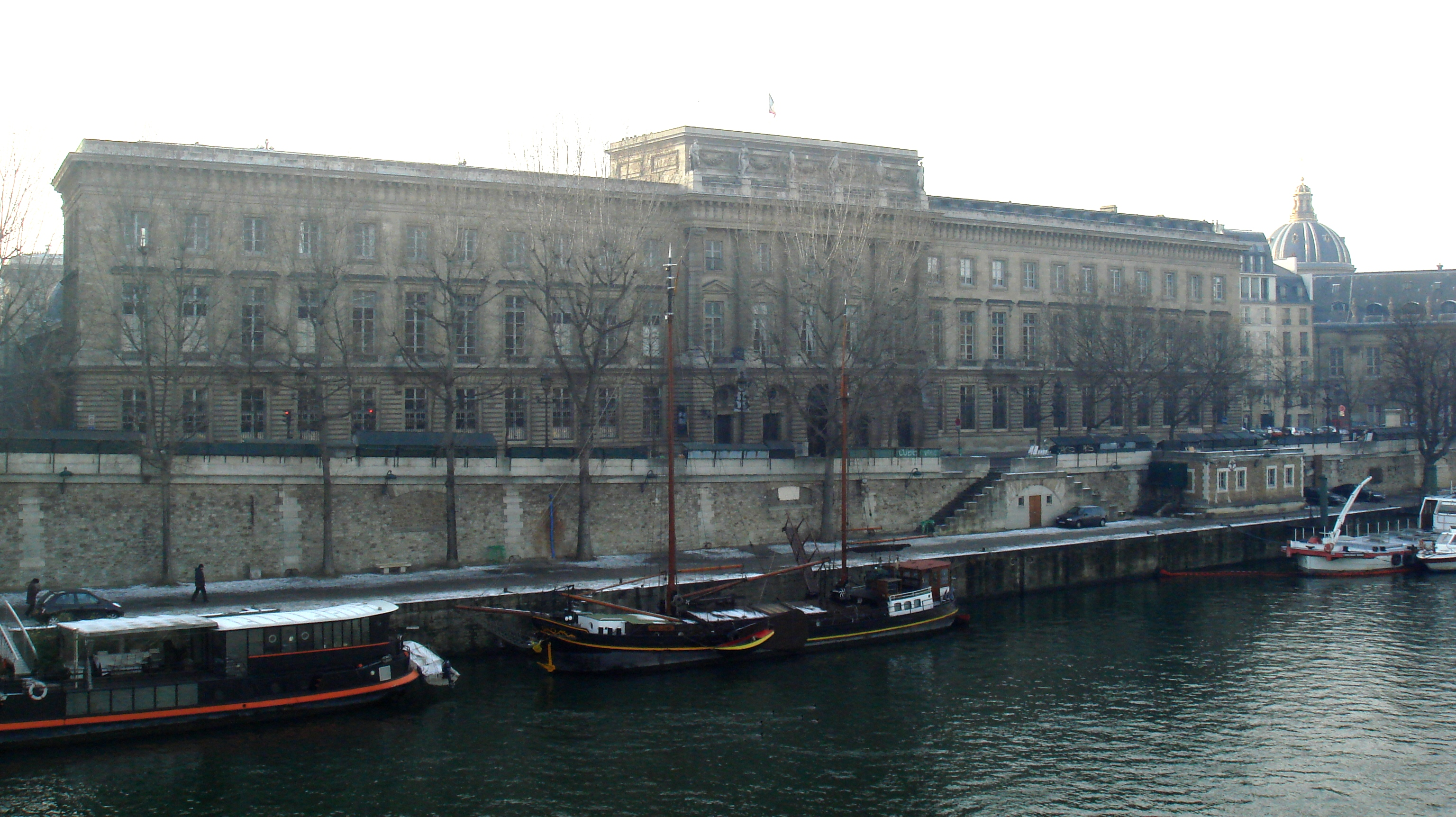
Façade sur le quai.

## Dans les arts

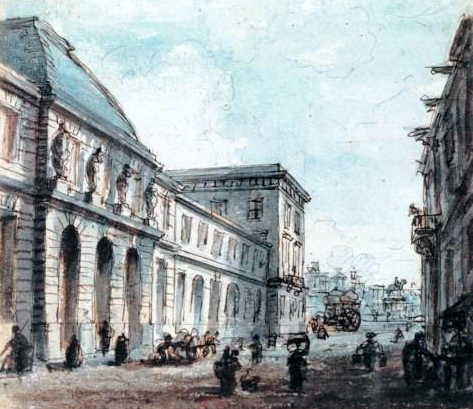
Façade sur la rue Guénégaud.
Dessin par Jean-Baptiste André Gautier-Dagoty (XVIIIe siècle).

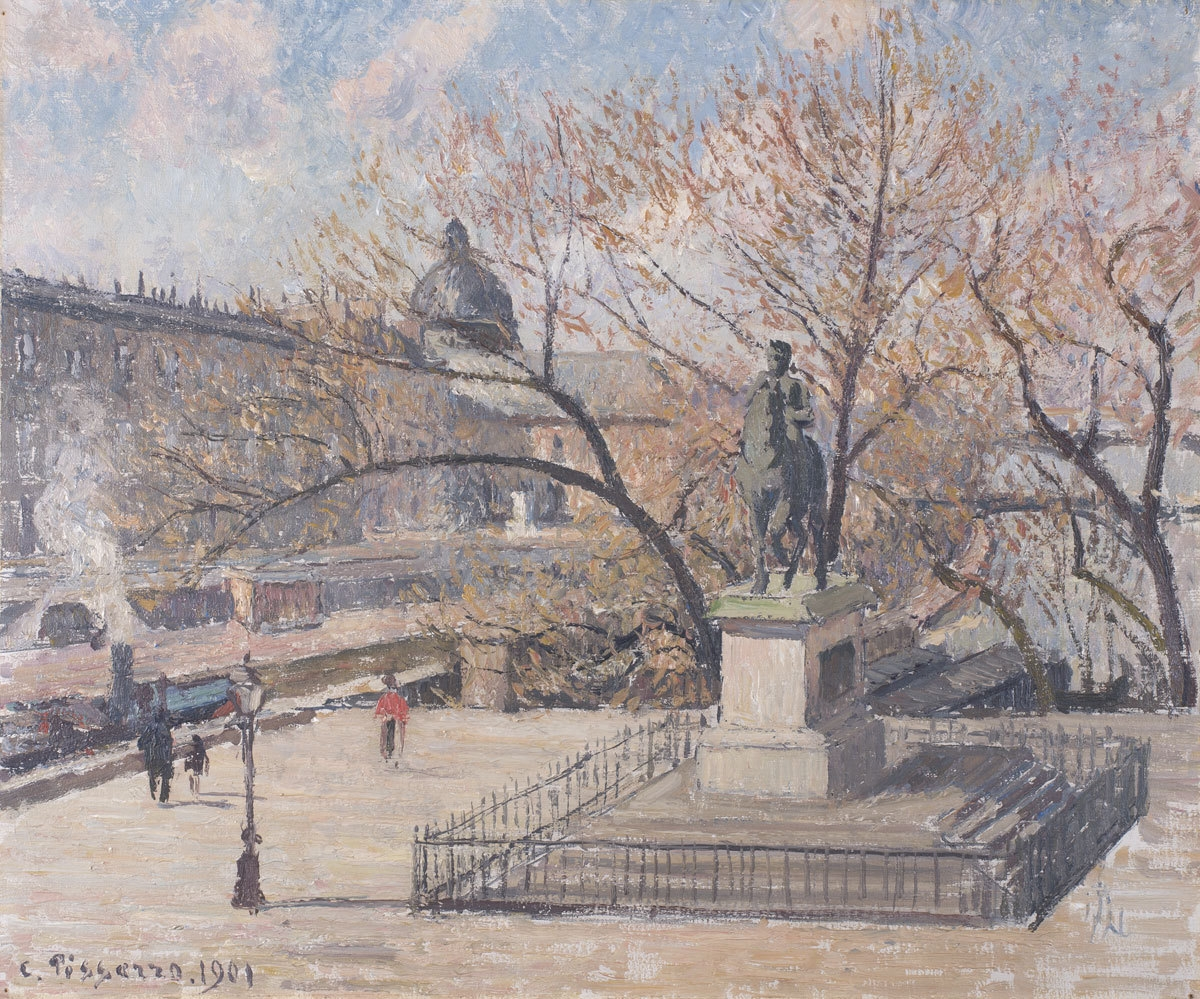
Statue d’Henri IV et hôtel de la Monnaie, matin, soleil,
Camille Pissarro, 1901,
MuMa, Le Havre.

Camille Pissarro s'installe au deuxième étage du 28 de la place Dauphine, en novembre 1900, à la pointe ouest de l'île de la Cité. Depuis ses fenêtres d'angle, son regard balaye l'hôtel de la Monnaie et le dôme de l'Institut de France sur la rive gauche, le tranquille square du Vert-Galant immédiatement en aval, le pont des Arts et la vénérable façade du Louvre sur la rive droite, et enfin, plein nord, le pont Neuf.